# Lessertinella kulczynskii
Lessertinella kulczynskii là một loài nhện trong họ Linyphiidae.
Loài này thuộc chi Lessertinella. Lessertinella kulczynskii được Roger de Lessert miêu tả năm 1910.